# Petra Szabo
Petra Szabo, född 13 november 1951 i Wuppertal, Västtyskland, är en författare och illustratör som bott i Sverige sedan 1980. Hon debuterade 1985 med barnboken Flyg, fågeln min och har sedan dess gett ut ett 20-tal egna böcker och även illustrerat andras.

## Biografi och författarskap
Petra Szabo föddes och växte upp i Wuppertal i Västtyskland. Hennes föräldrar hade flytt från Danzig. När Petra Szabo var 18 år började hon studera illustration och grafisk design vid hemstadens konstskola. Hennes examensarbete blev en bilderbok om de fem sinnena. Hon  illustrerade även två tyska böcker. 
1980 flyttade hon till Sverige, gifte sig och började skriva sagor och berättelser som hon själv illustrerade.1985 debuterade hon med barnboken Flyg, fågel min och året därpå kom Emil, det halva fåret. Sedan dess har hon publicerat ett stort antal egna böcker och även illustrerat andras. 

### Författade och illustrerade böcker
- Flyg, fågel min, Awe/Gebers 1985
- Emil, det halva fåret, Awe/Gebers 1986
- Emil och Emilia, Awe/Gebers 1987
- Glasblommornas land, Awe/Gebers 1987
- Färgtrollet, Awe/Gebers 1988
- Nyårslandet, Norstedts 1991
- Tittut! på bondgården, Norstedts 1992
- Tittut! i trädgården, Norstedts 1992
- Tittut! vid vattnet, Norstedts 1994
- Tittut! hemma hos oss, Norstedts 1994
- Vem bryr sig om en utter? Opal 1995
- Prinsessan, kungen och spegelmakaren, Opal 1998
- Sagan om Snegel, Opal 1999
- Änglarnas tid, Verbum 1998, 2000
- En liten fågel och en stor sång, Opal 2001
- Drakens blomma, Opal 2002
- Resan till urskogens ände, Opal 2004
- Mia och Max flyttar, Opal 2006
- Mia, Max och dockan i skogen, Opal 2008
- Karibu, välkomna till min by, Opal 2010
- The Grat Contest, Flyeralarm 2016
- Shindano Kuu, 2016

### Illustrerade böcker
- Bettenburg und Zauberlampe, text: Maria Kubelka, bild: Petra Szabo (Osvatic) Anrich 1977
- Machen wir mal einen Sandsturm, text: Otti Pfeiffer, bild: Petra Szabo (Osvatic) Schroedel 1976
- Alla Barns Djur 1, text Stefan Casta, illustration Petra Szabo, Nordisk Bok 1989
- Alla Barns Djur 2, text Stefan Casta, illustration Petra Szabo, Nordisk bok 1991
- Selma Lagerlöf berättar, text: Selma Lagelöf, illustration: Petra Szabo, Askeladden 1995
- Rödluvan och andra sagor, text: Grimm o.a. illustration: Petra Szabo, Askeladden 1996
- Bland tomtar och troll, Sanningen om mycket små tomtar, text: Ulf Nilsson, illustrationer: Petra Szabo, Semic 2008
- Kyrkboken, text Anita Helgesdotter, bild: Petra Szabo, Västerås Stift 2008
- Bland tomtar och troll, Pepparkaksjulen, text: Ulf Nilsson, illustrationer: Petra Szabo, Semic 2011
- Bok om julen, Blir det inte jul snart?, text: Ulf Nilsson, illustrationer: Petra Szabo, Verbum 2011
- Är det morgon nu?, text Maria Pettersson, bild: Petra Szabo, Vivlio 2012
- Världens finaste torn, text Kristina Murray Brodin, bild: Petra Szabo, Vivlio 2013
- Prinsessan Estelles bönbok, antologi, illustrationer: Petra Szabo, Verbum 2013
- Vem vinkar Ines till?, text Maria Pettersson, bild: Petra Szabo, Vivlio 2014

Källor: